# Barcsay László (főispán)
Nagybarcsai Barcsay László (Piski, 1802. május 15. – Déva, 1880. december 13.) főispán, országgyűlési követ, majd főrendiházi tag.

## Élete
Barcsay László fia volt. Középiskoláit a szászvárosi református iskolában kezdte s Kolozsvárott a református kollegiumban végezte; ezután a nagyszebeni szász iskolában (az úgynevezett periodolica classisban) német nyelvet tanult. Onnan 1816-ban Nagyenyedre költözött, ahol bölcseleti és jogi tanulmányokat folytatott, majd 1821-ben kadétként belépett a 2. számú József császári és királyi főherceg huszárezredbe.
1830-ban hadnagyi rangjának megtartása mellett a katonai szolgálatból kilépett és nemesi kis birtokán, Marossolymoson telepedett le. Rövidesen Hunyad vármegye főbírájának választották. Az 1834-es erdélyi országgyűlésen a megye egyik követe volt. 1848-ban István nádor nemzetőr főparancsnokká nevezte ki. 1849-ben, pere idején Nagyszebenben tartották fogva. Ezután visszatérhetett a dévai tartományi bizottság élére (a posztra még 1840-ben V. Ferdinánd király nevezte ki). Később Hunyad vármegye főispánja lett.

## Munkái
Barcsai Ákos erdélyi fejedelem életrajzát kutatta a Vita Achatii Barcsai című latin munka nyomán; fő célja azon állítások cáfolata volt, melyek szerint Barcsai cselédsorból emelkedett volna a fejedelmi székbe. Művei 1848-ban fosztogatások nyomán elpusztultak. A szabadságharc után a költészetben keresett vigaszt. Művei Vida Károly Kolozsvári Futárjában, többnyire mások révén jelentek meg.

## Családja
Feleségül vette Bruckenthal Antónia bárónőt (1816–1887), aki hat gyermeket szült neki:
- Árpád (1837–?)
- Béla (1838–?), felesége: kénosi Sándor Mária
- Kálmán (1839–1903), felesége: nagybarcsai Barcsay Mária
- Imre
- Vilma
- Domonkos (1848–?), felesége: Korbuly Ida